# Crataegus anomala
Crataegus anomala är en rosväxtart som beskrevs av Charles Sprague Sargent. Crataegus anomala ingår i hagtornssläktet som ingår i familjen rosväxter. Inga underarter finns listade i Catalogue of Life.